# Fort King
Fort King (également connu sous le nom de Camp King ou Cantonment King) est un fort militaire dans la partie nord du centre de la Floride, aux États-Unis. Il tire son nom du colonel William King (en), le commandant du quatrième d'infanterie de Floride, et premier gouverneur provisoire de la Floride occidentale. Ce fort est construit en 1827, et devient l'embryon de la ville d'Ocala. Situé près de l'angle d'East Fort King Street et de la 39e Avenue de la ville d'Ocala, le site est un National Historic Landmark depuis le 24 février 2004.

## Préhistoire
Des recherches archéologiques ont révélé que la région était habitée avant l'arrivée des colons dans la région. Au moins deux périodes d'occupation ont été identifiées : entre 6500 et 2000 avant J.-C., et entre 200 et 1500 après J.-C.

## Le Fort
Fort King est construit en 1827 dans le but de servir de tampon entre les Séminoles (au sud, dans la réserve qui leur est allouée par le traité de Moultrie Creek), et les colons qui s'installent dans la région. Il se situe alors au point de convergence d'un système de routes militaires qui le relient à Fort Brooks (en) (près d'Orange Springs (en)), Fort McCoy (en), un gué sur la rivière Saint Johns qui est l'actuelle ville d'Astor, Palatka, Jacksonville et Fort Brooke (à Tampa). En 1829, le fort est abandonné.
En 1832, le fort redevient actif, pour aider au déplacement des Séminoles vers l'ouest, dans le cadre du traité de Payne's Landing. La seconde guerre séminole débute en 1835, et la situation stratégique de ce fort en fait l'une des positions militaires les plus importantes des sept années suivantes. Laissé à l'abandon pendant près d'un an entre la moitié de 1836 et le début de l'année 1837 après avoir été incendié par les Séminoles, le fort reste fonctionnel jusqu'à la fin de la guerre, en 1842.
Après la fondation du comté de Marion, le fort en devient le premier palais de justice en 1844. Mais le bâtiment est finalement abandonné, et le fort est démonté afin de fournir des matériaux de construction aux premiers résidents de la ville.

## Histoire récente

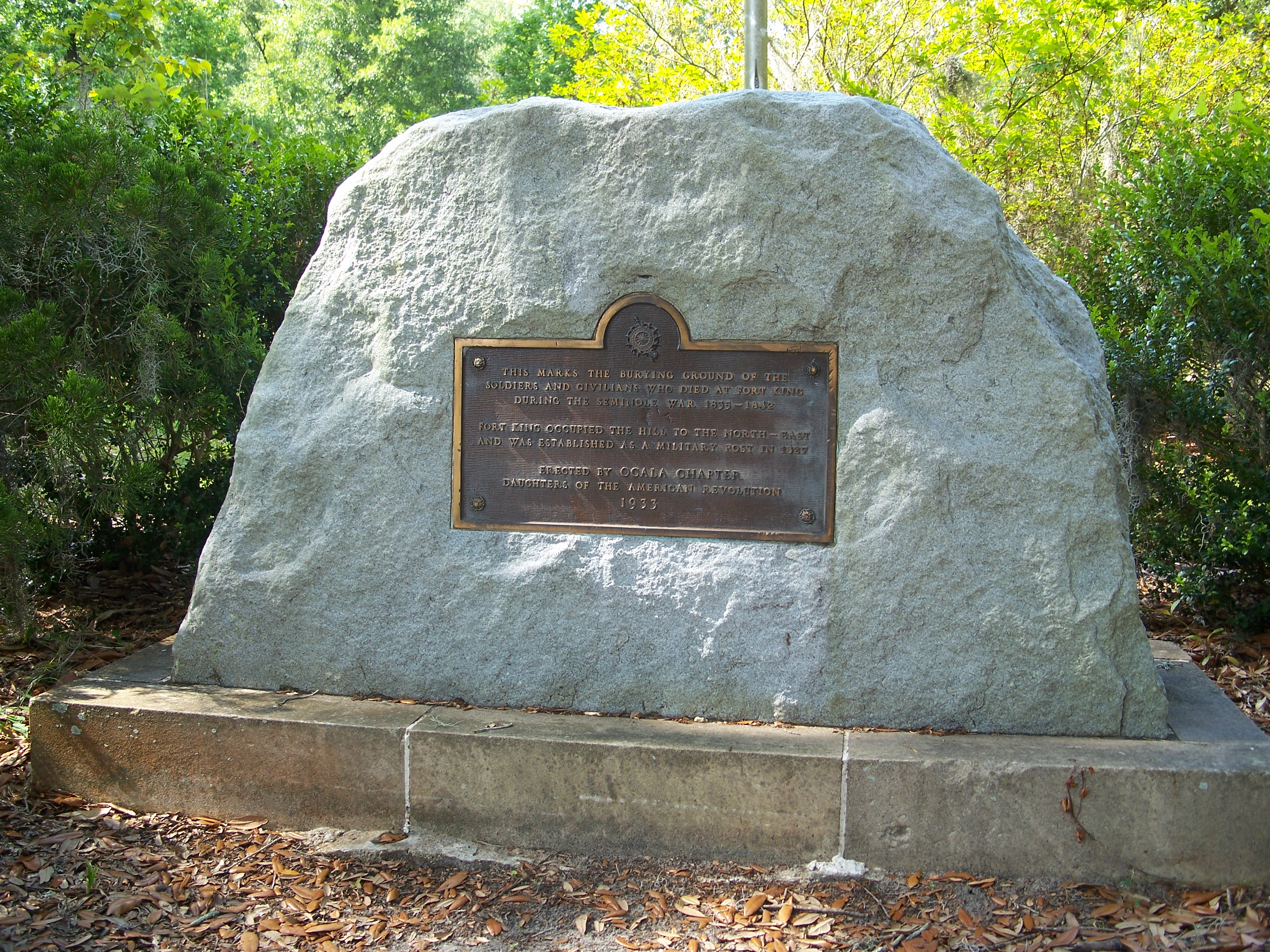
Borne signalant le cimetière du fort

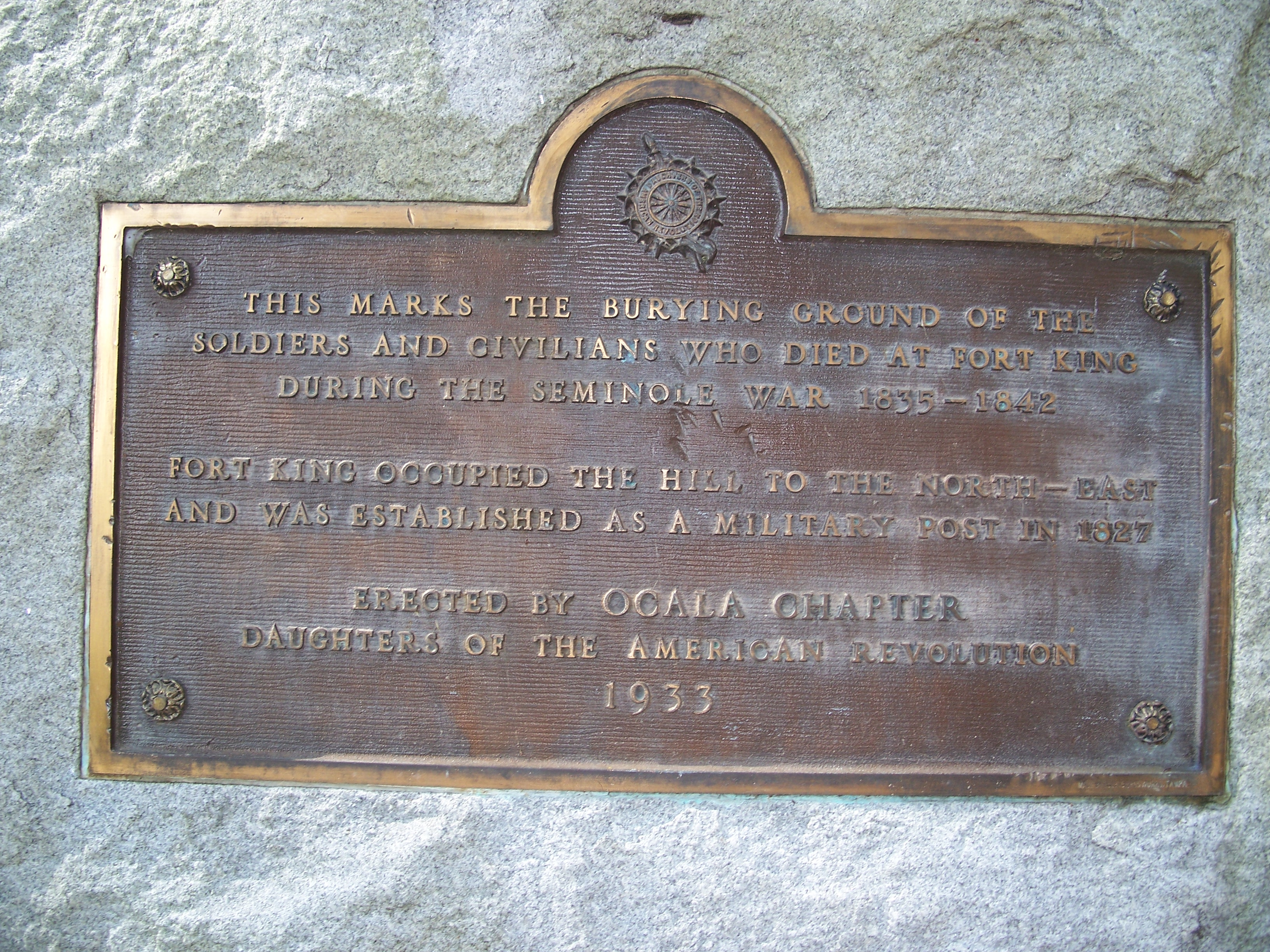
Plaque commémorative

Il ne reste aucun vestige du fort, et le site historique est peu développé. Les terrains sont en friche, au milieu d'un quartier résidentiel. Deux bornes signalent l'aspect historique de ce lieu, l'une marquant l'emplacement approximatif du fort, et l'autre son cimetière.
Aujourd'hui, il n'y a aucun signe du fort, et le site est peu développée, les terrains vacants, au milieu d'un quartier résidentiel. Deux marqueurs de l'histoire existent, l'une marquant l'emplacement approximatif du fort lui-même, l'autre à le cimetière pour lui. Le lieu est en partie occupé par des terrains publiques et d'autres privés.